# Baila conmigo (película)
Dance with Me (Baila conmigo), es una película estadounidense de 1998 de cine romántico y baile dirigida por Randa Haines, y protagonizada por Vanessa Williams y Chayanne.

## Sinopsis
Tras la muerte de su madre, Rafael decide irse de Cuba y viajar a Texas a encontrarse con su padre John Burnett (dueño de una escuela de baile), al que no conoce. Al llegar, Rafael no sabe cómo contarle la verdad a su padre y empieza a trabajar como asistente de limpieza en la escuela de baile, allí conoce a la maestra de baile Ruby Sinclair. Pronto se dan cuenta de que es un gran bailarín y lo incluyen en el baile que están preparando para la competición de Las Vegas. Poco a poco, Rafael y Ruby, una de las profesoras de la escuela, se sentirán atraídos el uno por el otro por un largo tiempo.

## Reparto
- Chayanne como Rafael Infante.
- Vanessa Williams como Ruby Sinclair.
- Kris Kristofferson como John Burnett.
- Joan Plowright como Bea Johnson.
- Jane Krakowski como Patricia Black.
- Harry Groener como Michael.

## Banda sonora
- Echa pa'lante (Cha-Cha mix) - Thalía
- Eres todo en mí - Ana Gabriel
- Fiesta pa'los rumberos - Albita
- Heaven's What I Feel Mix - Gloria Estefan
- La patria - Rubén Blades
- Magdalenha - Sergio Mendes
- Black Machine - Jazz Machine (Samba Ballroom)
- Pantera en libertad - Mónica Naranjo
- La Bilirrubina - Juan Luis Guerra
- Suavemente (Mix) - Elvis Crespo
- Refugio de amor - Chayanne
- Tres deseos (Remix) - Gloria Estefan
- Want You, Miss You, Love You - Jon Secada
- Atrévete, No Puedes Conmigo - Dark Latin Groove
- Pa' los que suena - Mauricio González
- Ave María Morena - Cachao